# Rzeczownik określający
Rzeczownik określający – nazwa części mowy mającej funkcję określającą dla rzeczowników, a jednocześnie właściwości gramatyczne charakterystyczne dla przymiotnika.
Występuje m.in. w języku japońskim obok właściwych przymiotników.